# Serbatoio cilindrico

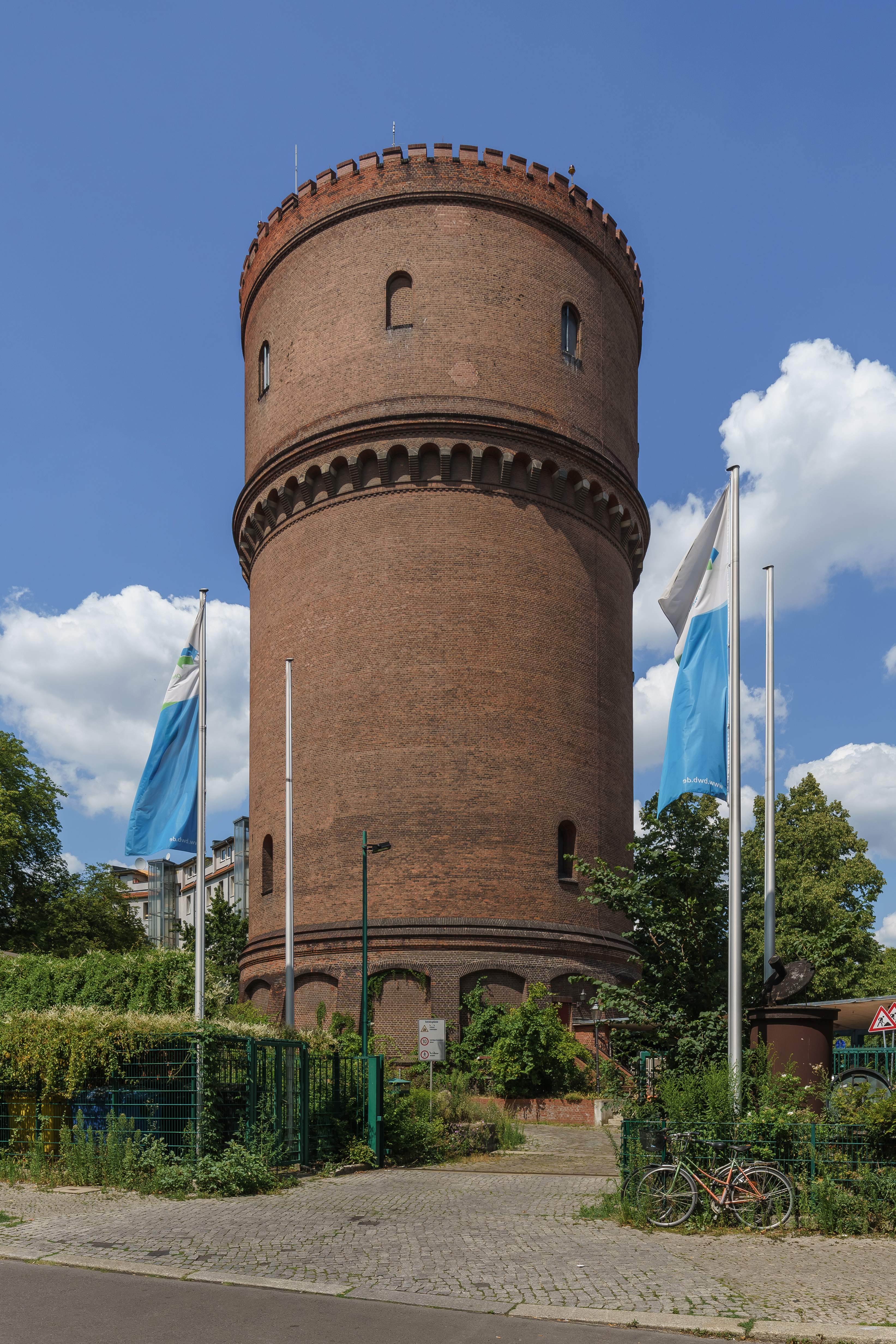
Serbatoio cilindrico: Torre serbatoio a Berlino

Per serbatoio cilindrico s'intende una struttura piana (piastra) a semplice curvatura.

## Considerazioni iniziali
L'ipotesi iniziale riguarda il carico inteso assialsimmetrico, ovvero sia il carico che la geometria dell'elemento presentano simmetria assiali in corrispondenza di sezioni normali all'asse stesso.
Si schematizza il comportamento della struttura come delle travi longitudinali (meridiani) che sopportano la pressione interna, irrigidite dalle fibre trasversali (paralleli)
Quindi il comportamento d'insieme può esser studiato attraverso lo schema di trave su suolo elastico alla Winkler, in cui il movimento di ogni elemento longitudinale è contrastato da molle.
Per valutare come agiscono tali molle, occorre caratterizzare la costante di sottofondo {\displaystyle \beta }, che associa il comportamento alla trave alla Winkler.

## Lo sforzo normale di parallelo
In un elemento infinitesimo, lo sforzo normale di parallelo dà luogo ad una risultante che per simmetria ha componente soltanto radiale e vale:
{\displaystyle \rho =2S_{2}\sin {\frac {d\varphi }{2}}\approx S_{2}d\varphi }
che altri non è che la forza radiale che si oppone allo spostamento {\displaystyle w} e che rappresenta l'effetto molla.
L'entità della deformazione assiale nata nei paralleli quando si dilatano di {\displaystyle w} è pari a:
{\displaystyle \varepsilon _{2}={\frac {2\pi (R+w)-2\pi R}{2\pi R}}={\frac {w}{R}}}
Essendo {\displaystyle S_{2}=1\cdot s\cdot \sigma _{2}} si ottiene:
{\displaystyle \sigma _{2}=\varepsilon _{2}\cdot E={\frac {w}{R}}\cdot E\Rightarrow S_{2}={\frac {E\cdot s}{R}}\cdot w}
Nota {\displaystyle S_{2}} si può ricavare la componente radiale che genera l'effetto molla:
{\displaystyle \rho =S_{2}d\varphi ={\frac {E\cdot s}{R}}w{\frac {ds}{R}}={\frac {E\cdot s}{R^{2}}}w\cdot ds}
Si definisce quindi la costante di sottofondo {\displaystyle \beta ={\frac {E\cdot s}{R^{2}}}} e pertanto la fibra longitudinale può esser considerata a tutti gli effetti una trave su suolo alla Winkler, la cui equazione risolvente è del tipo:
{\displaystyle EI{\frac {d^{4}w(x)}{dx^{4}}}+\beta w(x)=p(x)}

## Equazione differenziale risolvente
Rispetto alla trave su suolo alla Winkler, il serbatoio cilindrico assume una costante di sottofondo e una rigidità flessionale differenti.
Il comportamento assialsimmetrico della deformazione fa sì che le facce laterali della fibra longitudinale non presentino deformazioni, quindi c'è un aumento della rigidità flessionale che assume il seguente valore:
{\displaystyle {\frac {EI}{1-\nu ^{2}}}{\begin{cases}\nu _{s}=0,3\\\nu _{c}=0,1-0,2\end{cases}}}
Il primo parametro è indicativo per l'acciaio, il secondo per il calcestruzzo.
Considerando il momento d'inerzia {\displaystyle I={\frac {1\cdot s^{3}}{12}}} la rigidezza flessionale assume la forma {\displaystyle D={\frac {EI}{1-\nu ^{2}}}={\frac {E\cdot s^{3}}{12(1-\nu ^{2})}}}.
Pertanto l'equazione differenziale diventa:
{\displaystyle Dw(x)^{(IV)}+\beta w(x)=p(x)}
e ponendo {\displaystyle 4\alpha ^{4}={\frac {\beta }{D}}} l'equazione differenziale diventa:
{\displaystyle Dw(x)^{(IV)}+4\alpha ^{4}w(x)={\frac {p(x)}{D}}}
Il valore di {\displaystyle \alpha } e riscontrabile attraverso la seguente relazione:
{\displaystyle \alpha ^{4}={\frac {1}{4}}{\frac {E\cdot s}{R^{2}}}{\frac {12(1-\nu ^{2})}{E\cdot s^{3}}}={\frac {3(1-\nu ^{2})}{R^{2}\cdot s^{2}}}\Rightarrow \alpha ={\frac {\sqrt[{4}]{3(1-\nu ^{2})}}{\sqrt {R\cdot s}}}\Rightarrow {\frac {1,285}{\sqrt {R\cdot s}}}<\alpha <{\frac {1,313}{\sqrt {R\cdot s}}}\Rightarrow \alpha \simeq {\frac {1,3}{\sqrt {R\cdot s}}}}

## Soluzione dell'equazione differenziale

### Preliminare
Data l'equazione del tipo {\displaystyle w(x)=w_{0}(x)+w_{1}(x)} si hanno due casi da analizzare:
- L'integrale dell'omogenea associata {\displaystyle w_{0}(x)}

{\displaystyle w_{c}(x)=e^{-\alpha x}[C_{1}\cos(\alpha x)+C_{2}\sin(\alpha x)]+e^{\alpha x}[C_{3}\cos(\alpha x)+C_{4}\sin(\alpha x)]}
- L'integrale particolare {\displaystyle w_{1}(x)}

Posto il carico del tipo {\displaystyle p(x)=c\cdot x^{n}}. L'integrale particolare dovendo garantire l'equilibrio indefinito, sarà {\displaystyle w_{1}(x)=k\cdot x^{n}}, che sostituito nell'equazione differenziale fondamentale
{\displaystyle {\frac {d^{4}w_{1}(x)}{dx^{4}}}+4\alpha ^{4}w_{1}(x)={\frac {p(x)}{D}}\Rightarrow w_{1}(x)={\frac {p(x)}{D}}{\frac {1}{4\alpha ^{4}}}={\frac {p(x)}{D}}{\frac {D}{\beta }}\Rightarrow w_{1}(x)={\frac {p(x)}{\beta }}}
Pertanto l'integrale generale assume la seguente forma:
{\displaystyle w(x)=e^{-\alpha x}[C_{1}\cos(\alpha x)+C_{2}\sin(\alpha x)]+e^{\alpha x}[C_{3}\cos(\alpha x)+C_{4}\sin(\alpha x)]+{\frac {p(x)}{\beta }}}
con {\displaystyle p(x)=c\cdot x^{n}}, {\displaystyle n\leq 3}
Considerando una posizione di tubo di dimensione unitaria lungo la direzione longitudinale, per l'equilibrio si ha:
{\displaystyle 2(\sigma _{2}\cdot s\cdot 1)=p(x)\cdot 2R\cdot 1\Rightarrow \sigma _{2}={\frac {p(x)\cdot R}{s}}}
detta formula di Mariotte, da cui si ricava l'espressione di deformazione e spostamento:
{\displaystyle \sigma _{2}=E\cdot \varepsilon _{2}=E{\frac {w}{R}}\Rightarrow w=\sigma _{2}{\frac {R}{E}}=p(x){\frac {R^{2}}{E\cdot s}}={\frac {p(x)}{\beta }}}
Confrontando questo risultato con l'integrale particolare {\displaystyle w(x)_{1}}, si può osservare che l'integrale, dal punto di vista fisico, rappresenta lo spostamento dovuto al solo sforzo di trazione nei paralleli (comportamento a membrana).
Pertanto:
- {\displaystyle w_{0}(x)} rappresenta lo spostamento dovuto agli effetti flessionali causati dai vincoli o dai carichi concentrati o da variazioni brusche di sezione, tutti effetti che tendono a smorzarsi lontano dalle cause che li producono);
- {\displaystyle w_{1}(x)} rappresenta l'effetto del carico distribuito sulla struttura pensata di dimensioni indefinite che rispondono al carico attraverso un comportamento a membrana, fornito dai paralleli.

### Condizioni al contorno o di continuità
Estremità libera scarica {\displaystyle (x=0)}
- {\displaystyle M=0\Rightarrow M=-D{\frac {d^{2}w}{dx^{2}}}\Rightarrow {\frac {d^{2}w}{dx^{2}}}=0}
- {\displaystyle T=0\Rightarrow T=-D{\frac {d^{3}w}{dx^{3}}}\Rightarrow {\frac {d^{3}w}{dx^{3}}}=0}

Estremità libera carica {\displaystyle (x=0)}
- {\displaystyle M=M_{0}\Rightarrow M=-D{\frac {d^{2}w}{dx^{2}}}=M_{0}\Rightarrow {\frac {d^{2}w}{dx^{2}}}=-{\frac {M_{0}}{D}}}
- {\displaystyle T=T_{0}\Rightarrow T=-D{\frac {d^{3}w}{dx^{3}}}=T_{0}\Rightarrow {\frac {d^{3}w}{dx^{3}}}=-{\frac {T_{0}}{D}}}

Estremità appoggiata {\displaystyle (x=0)}
- {\displaystyle M=0\Rightarrow M=-D{\frac {d^{2}w}{dx^{2}}}\Rightarrow {\frac {d^{2}w}{dx^{2}}}=0}
- {\displaystyle w=0}

Estremità incastrata
- {\displaystyle {\frac {dw}{dx}}=0}
- {\displaystyle w=0}

## Casistica: Tubi infinitamente lunghi
Per tubi indefinitamente lunghi l'espressione dell'integrale generale:
{\displaystyle w(x)=e^{-\alpha x}[C_{1}\cos(\alpha x)+C_{2}\sin(\alpha x)]+e^{\alpha x}[C_{3}\cos(\alpha x)+C_{4}\sin(\alpha x)]+{\frac {p(x)}{\beta }}}
con {\displaystyle p(x)=c\cdot x^{n}}, {\displaystyle n\leq 3}
assume, come nel caso della trave su suolo elastico alla Winkler, una forma più semplice, dovuto al fatto che oltre un tratto {\displaystyle \lambda } dal punto di applicazione della causa perturbatrice, spostamenti e sue derivate si annullano, diventando:
{\displaystyle w(x)=e^{-\alpha x}[C_{1}\cos(\alpha x)+C_{2}\sin(\alpha x)]}
In particolare il valore della lunghezza d'onda {\displaystyle \lambda } è pari a:
{\displaystyle \lambda ={\frac {2\pi }{\alpha }}={\frac {2\pi }{\sqrt[{4}]{\frac {\beta }{4D}}}}=2\pi {\sqrt[{4}]{\frac {4D}{\beta }}}}
Per capire meglio il funzionamento del modello, si analizza l'esempio di un serbatoio cilindrico soggetto a carico idrostatico. Il dato del problema è il carico idrostatico {\displaystyle p(x)=\gamma (h-x)} ed è noto a priori il valore di {\displaystyle \alpha }. In questo caso possiamo ricondurre la casistica a due situazioni:

### Tubo corto
Caso con {\displaystyle \alpha \leq h}.
Le perturbazioni che si hanno alla base si risentono fino all'estremità libera e viceversa, occorre quindi considerare la formula generale:
{\displaystyle w(x)=e^{-\alpha x}[C_{1}\cos(\alpha x)+C_{2}\sin(\alpha x)]+e^{\alpha x}[C_{3}\cos(\alpha x)+C_{4}\sin(\alpha x)]+{\frac {\gamma (h-x)}{\beta }}}
Le condizioni al contorno sono:
- {\displaystyle w(0)=0} e {\displaystyle w'(0)=0} (Spostamenti e rotazioni impediti dall'incastro)
- {\displaystyle w''(h)=0} e {\displaystyle w'''(h)=0} (Momento e taglio nulli)

### Tubo lungo
Caso con {\displaystyle \alpha \geq h}.
Se la lunghezza d'onda è minore della distanza tra due cause di perturbazione, i campi degli spostamenti, sforzi e deformazioni possono essere ottenute come sovrapposizione di due analisi svolte con la teoria dei tubi infinitamente lunghi, dividendo in tre situazioni:
- Zona 1 (estremità libera)

L'equazione risolvente è:
{\displaystyle w(x)=e^{-\alpha x}[C_{1}\cos(\alpha x)+C_{2}\sin(\alpha x)]+{\frac {\gamma (h-x)}{\beta }}}
Le sue derivate sono:
{\displaystyle w'(x)=-\alpha e^{-\alpha x}[(C_{1}-C_{2})\cos(\alpha x)+(C_{1}+C_{2})\sin(\alpha x)]-{\frac {\gamma }{\beta }}}
{\displaystyle w''(x)=2\alpha ^{2}e^{-\alpha x}[-C_{1}\cos(\alpha x)+C_{2}\sin(\alpha x)]}
{\displaystyle w'''(x)=-2\alpha ^{3}e^{-\alpha x}[(C_{1}+C_{2})\cos(\alpha x)+(-C_{1}+C_{2})\sin(\alpha x)]}
Date le seguenti condizioni al contorno:
{\displaystyle M(0)=0\Rightarrow w''(0)=0\Rightarrow 2\alpha ^{2}(-C_{2})=0\Rightarrow C_{2}=0}
{\displaystyle T(0)=0\Rightarrow w'''(0)=0\Rightarrow 2\alpha ^{3}(C_{1}+C_{2})=0\Rightarrow C_{1}=0}
Quindi la soluzione è:
{\displaystyle w(x)={\frac {\gamma (h-x)}{\beta }}}
- Zona 2

Avendo solo comportamento a membrana si può sfruttare la formula di Mariotte
{\displaystyle \sigma (x)={\frac {p(x)R}{s}}} e {\displaystyle w(x)={\frac {p(x)}{\beta }}\Rightarrow w(x)={\frac {\gamma (h-x)}{\beta }}}
- Zona 3 (estremità-incastro)

L'equazione risolvente è:
{\displaystyle w(x)=e^{-\alpha x}[C_{1}\cos(\alpha x)+C_{2}\sin(\alpha x)]+{\frac {\gamma (h-x)}{\beta }}}
La sua derivata prima:
{\displaystyle w'(x)=-\alpha e^{-\alpha x}[(C_{1}-C_{2})\cos(\alpha x)+(C_{1}+C_{2})\sin(\alpha x)]-{\frac {\gamma }{\beta }}}
Date le seguenti condizioni al contorno:
{\displaystyle w(0)=0\Rightarrow C_{1}+{\frac {\gamma }{\beta }}h=0\Rightarrow C_{1}=-{\frac {\gamma }{\beta }}h}
{\displaystyle w'(0)=0\Rightarrow w'(0)=-\alpha (C_{1}-C_{2})-{\frac {\gamma }{\beta }}=0\Rightarrow -\alpha (-{\frac {\gamma }{\beta }}h-C_{2})-{\frac {\gamma }{\beta }}=0\Rightarrow C_{2}={\frac {\gamma }{\beta }}\left({\frac {1-\alpha h}{\alpha }}\right)}
Quindi la soluzione è:
{\displaystyle w(x)=e^{-\alpha x}\left[-{\frac {\gamma }{\beta }}h\cos(\alpha x)+{\frac {\gamma }{\beta }}\left({\frac {1-\alpha h}{\alpha }}\right)\sin(\alpha x)\right]+{\frac {\gamma (h-x)}{\beta }}}
In conclusione un serbatoio caricato con carico isostatico, nelle zone attorno al bordo superiore (libero da vincoli) si ha comportamento a membrana cioè lavorano solo le fibre trasversali, mentre in prossimità del bordo inferiore (vincolato) si a comportamento a membrana e a flessione cioè lavorano sia le fibre trasversali, sia le fibre longitudinali.